# Boloria acrocnema
Boloria acrocnema is een vlinder uit de familie van de Nymphalidae. De wetenschappelijke naam van de soort is voor het eerst geldig gepubliceerd in 1980 door Gall & Sperling.